# Live electronics
Con il termine inglese live electronics - che viene lasciato intradotto in italiano - si intende, in ambito musicale, la pratica della produzione e manipolazione elettroacustica dei suoni in tempo reale, cioè durante l'esecuzione ("dal vivo", da qui l'aggettivo "live" appunto). Tale manipolazione può avvenire sia a livello di elaborazione sia di riproduzione, attraverso l'uso di strumenti appositamente progettati per la musica elettroacustica, ovvero di sintetizzatori e computer.
Da quando la musica elettronica ha cominciato a entrare nella pratica compositiva, cioè a partire dalla seconda metà del Novecento, la live electronics viene spesso usata in composizioni anche non esclusivamente basate su suoni di origine elettroacustica. Storicamente la nascita della live electronics si situa in una fase successiva rispetto all'avvento della musica per nastro magnetico. Già nei primi anni cinquanta del Novecento si assiste a un graduale affiancamento della musica elettroacustica agli strumenti tradizionali (ad esempio in Musica su due dimensioni di Maderna, del 1952-57, e in Déserts di Varèse, del 1954), ma ancora senza un'interazione vera e propria. Tuttavia già questa compresenza di strumenti tradizionali e musica elettroacustica instaura una nuova dialettica esecutiva.
Solo all'inizio degli anni sessanta, con la disponibilità di nuove risorse tecnologiche che consentono la manipolazione dei suoni registrati attraverso microfoni, si può datare la nascita dei primi esempi di live electronics. In particolare con le composizioni di Karlheinz Stockhausen Mixtur (1964, per orchestra e modulatori ad anello) e Microphonie I (1964-65, per tam-tam e live electronics, realizzata sia a livello di registrazione sia di manipolazione elettronica dal vivo). Nel 1967 a Davis (California) si tiene il primo Festival of Live Electronics.
Con la produzione dei primi sintetizzatori analogici (si cita ad esempio il Trautonium, la musica elettronica fatta attraverso la manipolazione dei suoni entra anche nella pratica della musica pop e rock d'avanguardia e progressiva.
Il termine live electronics si distingue concettualmente dal termine gergale "nastro magnetico", in quanto quest'ultimo è semplice riproduzione di musica elettronica o "concreta" (che può essere anche effettuata attraverso l'uso di computer) senza alcun intervento dal vivo. Con la rivoluzione dell'informatica personale dei primi anni ottanta le possibilità della live electronics si ampliano notevolmente, e si moltiplica la produzione di opere multimediali in cui la live electronics convive con gli interpreti strumentali tradizionali, con la musica concreta o con quella sintetizzata.
La situazione tipica di un concerto con live electronics si presenta quando il suono prodotto da un ensemble strumentale (non necessariamente tradizionale) viene catturato da uno o più microfoni e, una volta trasformato in segnale elettrico, viene rielaborato in tempo reale da strumenti elettronici e/o informatici. Il suono così manipolato viene diffuso, sempre in tempo reale, nell'ambiente in modo che interagisca acusticamente con gli "esecutori reali" e con l'ambiente. Si identificano in questa maniera due nuove figure di esecutori "musicali" che agiscono dal vivo: l'esecutore agli strumenti elettronici, che si occupa dell'elaborazione dei suoni captati dai microfoni, e il regista del suono, che si occupa della resa acustica complessiva, dell'interazione tra i suoni così rielaborati e quelli originari, del movimento del suono attorno all'ascoltatore e nell'ambiente (spazializzazione).
Il concetto di live electronics supera dunque il concetto di esecuzione musicale tradizionale, basato sulle dialettiche interprete/strumento, interprete/compositore, interprete/pubblico, ma va anche oltre il paradigma della musica elettronica propriamente detta. L'esecutore agli strumenti elettronici diventa anche più importante rispetto all'esecutore agli strumenti tradizionali, perché il suo può essere prescritto come un atto creativo, e dunque compositivo, in diretta. In questo senso la figura dell'esecutore agli strumenti musicali elettronici può in alcuni casi coincidere con la figura del compositore stesso, aprendo problematiche di natura estetica legate alla riproducibilità dell'opera d'arte contemporanea con live electronics in assenza del compositore.
Nell'ambito della musica elettronica e della computer music sono state negli ultimi anni sviluppate delle sofisticate tecnologie elettroniche e informatiche che possono essere utili anche nell'ambito della live electronics. Tra queste, il MAX: un ambiente di programmazione grafico, interattivo e configurabile, progettato originariamente all'IRCAM di Parigi da Miller Puckette, utilizzato per gestire i flussi di dati provenienti da strumenti elettronici o da altri programmi attraverso il protocollo MIDI. Un'estensione di MAX, denominata MSP (o MAX/MSP), permette di fare sintesi e elaborazione del suono in tempo reale, venendo incontro così a parecchie istanze della live electronics.
Tra i tanti compositori che hanno composto con live electronics in organico ci sono, solo per fare alcuni esempi, Henri Pousseur, Pierre Boulez e, tra gli italiani, Luigi Nono e Luciano Berio. Tra i centri italiani, accademici e non, che operano in questo settore il centro Tempo Reale, fondato da Berio a Firenze, è uno dei più attivi.